# Stiptijmmot
De stiptijmmot (Pyrausta nigrata) is een vlinder uit de familie van de grasmotten (Crambidae). De wetenschappelijke naam van deze soort is voor het eerst voorgesteld als Phalaena nigrata door Giovanni Antonio Scopoli in een publicatie uit 1763.

## Kenmerken
De vlinder is donkerbruin getekend met over elke vleugel twee witte dwarsbanden, waarvan de binnenste niet volledig over de vleugel loopt, en een witte stip op de voorvleugel. De spanwijdte is 18 tot 24 millimeter.

## Verspreiding
De stiptijmmot komt in vrijwel geheel Europa voor met uitzondering van IJsland, Noorwegen, Ierland en Griekenland. Verder komt de soort nog voor in Turkije. In Nederland en België is de soort zeer zeldzaam.

## Biologie
De soort gebruikt walstro, munt, tijm en marjolijn als waardplanten. De soort vliegt van mei tot in oktober in twee jaarlijkse generaties. 